# (2895) Memnón
(2895) Memnón es un asteroide que forma parte de los asteroides troyanos de Júpiter y fue descubierto por Norman G. Thomas el 10 de enero de 1981 desde la estación Anderson Mesa, en Flagstaff, Estados Unidos.

## Designación y nombre
Memnón fue designado inicialmente como 1981 AE1.
Más tarde se nombró por Memnón, un legendario rey etíope de la mitología griega.

## Características orbitales
Memnón orbita a una distancia media de 5,236 ua del Sol, pudiendo alejarse hasta 5,5 ua y acercarse hasta 4,971 ua. Tiene una excentricidad de 0,05054 y una inclinación orbital de 27,22°. Emplea en completar una órbita alrededor del Sol 4376 días.